# Halaveli
Halaveli est une île des Maldives située dans l'atoll Ari, dans la subdivision d'Alif Alif. Elle constitue l'une des nombreuses îles-hôtels des Maldives.

## Géographie
Halaveli se trouve aux Maldives, dans le Nord-Est de l'atoll Ari. Elle est baignée par la mer des Laquedives, une mer de l'océan Indien. Les îles voisines, toutes inhabitées, sont Maayyafushi au nord-ouest, Bathalaa au nord-est, Fushinolhu, Ellaidhoo et Maagaa au sud-est et Kandholhudhoo au sud-ouest.
L'île, de forme ovale, est entièrement constituée de sable ce qui en fait un motu. Son littoral, entièrement composé de plages, est intégralement entouré par un récif corallien qui s'étire vers le nord et vers le nord-ouest. Le centre de l'île est couvert d'une végétation tropicale.
Halaveli est occupée par un hôtel, le Constance Halaveli Resort. Celui-ci occupe la totalité de l'île et s'étend sur le récif corallien sous la forme de bungalows sur pilotis.
Dans le lagon se trouve l'épave de Halaveli, une épave artificielle située à 28 mètres de profondeur. Cette épave constitue un site de plongée colonisé par les poissons et les coraux. L'hôtel est accessible en 25 minutes d'hydravion ou 1h15 en bateau rapide depuis Malé.